# Braunsia fasciata
Braunsia fasciata är en stekelart som beskrevs av Günther Enderlein 1904. Braunsia fasciata ingår i släktet Braunsia och familjen bracksteklar. Inga underarter finns listade.